# Euphrasia calida
Euphrasia calida — вид трав'янистих рослин родини вовчкові (Orobanchaceae), поширений в Ісландії.

## Опис
Вища, ніж інші ісландські очанки, стебло вертикальне висотою до 20 см. Листки маленькі, блідо-зелені, іноді бурі або фіолетові. Квіти, як правило, білі.

## Поширення
Ісландія.
Рослина була знайдена лише в кількох геотермальних районах